# Don Mirakl
Ondra Mikl (* 16. ledna 1988, Brno) je český středoškolský pedagog, výtvarník, grafik a hudebník.

## Biografie
Po Základní škole v Bzenci a Obchodní akademii (Informatika v ekonomice) ve Veselí nad Moravou vystudoval Učitelství pro střední školy (Jaroslav Střítecký, Jozef Cseres) a Obecnou teorii, dějiny umění a kultury (Petr Osolsobě, Rostislav Niederle, Martin Cajthaml) na Filozofické fakultě Masarykovy univerzity.
Ve výtvarném umění se věnuje především experimentálním metodám (automatická kresba, akční malba, finger painting, digitální umění). Hlavním tématem jeho práce je portrét (série Post Modern Portrait). Jedná se nejčastěji o postavy z dějin umění (malíře, hudebníky, spisovatele), ale také vědce (fyziky, psychology, antropology a filosofy). Cyklus mystických vizí s názvem Dítě věčnosti (Child of Eternity) a Podobenství o slunci (Analogy of The Sun) ovlivněný zájmem o primitivní umění, ideogramy nevědomých obsahů Carla Gustava Junga a nové technologie. Série s názvem The Blue Period and The Bubblegum Period inspirovaná díly známých umělců (např. Paul Cézanne, Paul Gauguin, Vincent van Gogh, Frans Hals, Gustav Klimt, Henri Matisse, Claude Monet, Edvard Munch, Pablo Picasso, Jackson Pollock a další). Od roku 2018 vytváří obrazy, které označuje jako strukturální divizionismus ovlivněný dílem Atoma Hovhanesyana a strukturální expresionismus inspirovaný prací Anselma Kiefera. Tyto obrazy vznikají kombinací techniky Fluid painting (fluidní malba) a vlastní technikou, kterou nazývá Scratchism(us) – skratchování obrazů (koláže, kombinace různých materiálů a médií) dokončené škrábáním do tekuté nebo zaschlé barvy, při níž používá místo štětců různé nástroje např. dezertní vidličku, nůž, nebo drát. V abstraktní tvorbě (Série: The Garden of Silence) vychází z kaligrafie a zen-buddhismu. Od roku 2023 přestal své obrazy pojmenovávat (Série: Untitled).
Má stálé zastoupení ve veřejných sbírkách: European Art Museum, Frederiksværk: GAL, Dánsko (zakladatel a kurátor Leif Nielsen), OSTEN Museum of drawing, Skopje, Makedonie (ředitel Mice Jankulovski), Loucký klášter, obrazová galerie, Znojmo a je v několika soukromých sbírkách v České republice, Evropě a USA. Podnikl samostatné výstavy v České republice (Brno – Dům Skleněná louka, Veselí nad Moravou – SAKRISTIE) a několik skupinových výstav (Česko – Topičův salón, Dánsko, Francie, Itálie, Monako, Rakousko, Severní Makedonie, Španělsko, Ukrajina, USA).
Je autorem 300 grafik a portrétů. 10 jeho portrétů bylo publikováno v knize 36 Artists To Follow (autor a editor Petru Russu). V roce 2020 byl zařazen do encyklopedie ART UNIVERSAL, The Great Encyclopedia of International art (autor kritických textů Dott. Francesco Saverio Russo). Jeho obraz s názvem Friedrich Nietzsche byl použit ve dnech 19. až 21. prosince 2016 na italské univerzitě v Sieně v souvislosti s koncertem věnovaným hudebním skladbám Friedricha Nietzscheho. Obraz Ian Curtis zveřejnil Larry Bartleet na stránkách hudebního magazínu NME (The New Musical Express) k 35. výročí vydání alba Closer anglické skupiny Joy Division.
Tvorba Ondřeje Mikla se objevila také v časopisech Spotlight Magazine (Francie), ArtTour International Magazine (USA), Art & Beyond Magazine (USA), Outsider Art Magazine (USA), World of Art, Contemporary Art Magazine (Anglie), Arte, Mensile di arte, cultura, informazione (Itálie), Artist Portfolio Magazine (USA) na zadní straně obálky čísla 50, nebo na titulní straně Peripheral ARTeries Art Review (Anglie).
O nová média se zajímá také v hudbě. Hraje na klavír a kytaru. Komponoval psychedelickou a experimentální hudbu v projektech Uchožrout a Lunapark.
Položil hudební základ písně Kněží Hora (kapela Rytíři Kněží Hory), která se stala „hymnou“ Pivovaru Pod Kněží horou ve Bzenci.
Od roku 2015 vyučuje na Purkyňově gymnáziu ve Strážnici (Estetická výchova výtvarná, Informatika a výpočetní technika).
Jako teoretik umění se zabývá filosofií, psychologií a antropologií. Má syna Štěpána. Žije a pracuje ve Bzenci, Strážnici a Uherském Hradišti.

## Výstavy
Samostatné výstavy:
- 21.4. – 10.6.2016 Zákristie, Veselí nad Moravou (Česko)
- 15.1. – 28.2.2018 Dům Skleněná louka, Literární čajovna, Brno (Česko)
- 16.5. – 25.7.2025 Dům Skleněná louka, Místogalerie, Brno (Česko)

Skupinové výstavy:
- 18.9. – 4.10.2015 Zámek Bzenec, Bzenecký výtvarný podzim, XI. ročník (Česko)[44]
- 1.8. – 31.8.2017 VH Art Gallery, Exposition IN AIR on taxibicycles in the city of Nice (Francie)
- 17.2. – 25.2.2018 ARTEFIERA DOLOMITI, 13th MODERN AND CONTEMPORARY ART FAIR (Itálie)[45]
- 13.4. – 5.5.2018 Kunsthaus Weiz, Kunst Messe Dolomiten (Rakousko)[46]
- 11.5. – 23.5.2018 Galleria Web Art, Treviso (Itálie)
- 28.8. – 11.9.2018 Woman exhibition in Venice and Treviso (Itálie)
- 16.2. – 24.2.2019 ARTEFIERA DOLOMITI, 14th MODERN AND CONTEMPORARY ART FAIR (Itálie)
- 20.6. – 31.12.2019 M.A.D.S. Milano, Contemporary art gallery (Itálie)
- 31.8. – 15.9.2019 The art and the time, Accorsi gallery, Venice (Itálie)[47]
- 10.10. – 13.10.2019 Art San Diego, Contemporary Art Show, San Diego (USA)
- 5.12. – 7.12.2019 We Contemporary Art Show, TOPIC SALON, in collaboration with BRNO Art Consulting, Praha (Česko)[48]
- 20.12.2019 MUSA International Art Space, OFFICIAL PRESENTATION & VIDEO EXHIBITION IN KIEV, Spivakovska Art Ego Culture center, Kiev (Ukrajina)
- 2020 The PREVIEW exhibition OSTEN4ART at the OSTEN Gallery, Skopje, (Severní Makedonie)
- 29.6. – 5.7.2021 Expo Metro, (Monako)
- 28.8.2021 Bzenecký zámek žije, Areál bzeneckého zámku (Česko)
- 17.9. – 19.9.2021 Bzenecké krojované vinobraní, Areál bzeneckého zámku (Česko)
- 15.6. – 30.6.2023 Expo Metro, Barcelona, (Španělsko)
- 4.10. – 8.10.2023 Rome Art Expo 2023, PALAZZO VELLI EXPO, Rome, (Itálie)

Stálé zastoupení:
- European Art Museum, Frederiksværk: GAL, 2016 (Dánsko)
- OSTEN Museum of drawing, Skopje, 2018 (Severní Makedonie)[49][50]
- Loucký klášter, obrazová galerie, Znojmo, 2019 (Česko)

Ocenění:
- European Art Museum, Denmark, Ambassador 2016
- International Prize Leonardo da Vinci 2023
- The World of Art  "ARTIST OF THE YEAR 2023", Award for the Best in Art & Creativity 2023

Ostatní:
- CFA Artist of the Year Award: Finalist Certificate, CIRCLE FOUNDATION FOR THE ARTS, 2018/19
- CFA Exhibit in San Diego, Contest Finalist Certificate, CIRCLE FOUNDATION FOR THE ARTS, May 2019
- The 32nd International Artavita Online Art Contest, CERTIFICATE OF EXCELLENCE, June 2019
- Participation Certificate, 4rth Circle Quarterly Art Review Magazine Contest, September, 2019
- Certificate of Participation, For Artwork Exhibited at San Diego Art Fair, San Diego, California, Whitin The World Wide Art and Artavita Pavilion, October 2019
- Palm Art Award 2019, Recognition Prize
- The 35th Artavita Online Art Contest, CERTIFICATE OF EXCELLENCE, January 2020
- Certificate of participation, MUSA INTERNATIONAL ART SPACE, WE CONTEMPORARY 2019
- Certificate of participation, MUSA INTERNATIONAL ART SPACE, WE CONTEMPORARY 2021
- Exhibition Certificate, Expo Metro, Monaco 2021
- The 50th International Artavita Online Art Contest, Finalist Award. Art Contest with theme „Hope“, 2022
- Exhibition Certificate, Expo Metro, Barcelona 2023